# Zalabai Zsigmond
Zalabai Zsigmond (Ipolypásztó, 1948. január 29. – Somorja, 2003. december 26.) kritikus, irodalomtörténész,  egyetemi oktató.

## Élete
1966-ban érettségizett Ipolyságon, majd 1972-ben a pozsonyi Comenius Egyetemen angol-magyar tanári oklevelet, illetve 1988-ban kandidátusi fokozatot szerzett. 1995-től az MTA doktora.
1972–1975 között az Irodalmi Szemle, 1975–1989 között a Madách Könyv- és Lapkiadó eredeti irodalmi részleg vezetője, 1988-tól a kiadó főszerkesztőhelyettese. 1988-tól a Comenius Egyetem Magyar Nyelv és Irodalom Tanszékének adjunktusa, majd docense. 1990–1992 között tanszékvezető.
Az 1960-as évek második felében indult írónemzedék hangadó kritikusa. Irodalomelmélettel, stilisztikai kérdésekkel és helytörténettel is foglalkozott.
Kezdeményezője volt az Új Mindenes Gyűjtemény sorozatnak. Több kötetet állított össze Szenczi Molnár Albertről. A somorjai Bibliotheca Hungarica alapítója.

## Elismerései
- 1981/1990 Madách Imre-díj
- 1996 Szlovákiai Írószervezetek Társulásának Díja
- 1999 Márton Áron-emlékérem

## Emlékezete
- Zalabai Zsigmond Városi Könyvtár

## Művei
- 1974 A vers túloldalán.
- 1975 Mérlegpróba.
- 1981 Tűnődés a trópusokon
- 1984 Mindenekről számot adok (Ipolypásztó mon. 1. rész)
- 1985 Hazahív a harangszó (Ipolypásztó mon. 2. rész)
- 1995 Verstörténés
- 1995 Víz, víz, víz… (tsz. Presinszky Lajos)
- 2001 Irodalom és iroda-lom.
- 2001 Verses magyar Bohémia